# Сары Ашуг
Сары Ашуг (азерб. Sarı Aşıq; 1605, Карадаг, Сефевидская империя — 1645, Гюлебирд, Сефевидская империя) — азербайджанский ашуг и поэт XVI века, один из самых ярких представителей азербайджанской литературы XVII века.

## Биография
Сары Ашуг Абдулла родился в округе Карадаг Иранского Азербайджана в 1605 году. В юном возрасте он вместе с семьёй переехал в Карабах, в село Гюлебирд, расположенное на территории нынешнего Лачинского района Азербайджанской Республики. Здесь Абдулла встретил девушку по имени Яхшы (в переводе означает «хорошая») из села Магсудлу, он полюбил её и воспевал о ней в своих четверостишьях — баяты. Взаимные чувства молодых людей не нашли поддержки со стороны родителей девушки, поскольку Абдулла был пришлым и не из зажиточной семьи. Из-за разлуки возлюбленная Абдуллы заболела от тоски и покинула этот мир. Она была погребена на берегу реки Хакари, близ села Гарадаг.
Сары Ашуг свои оставшиеся дни провёл поблизости от могилы возлюбленной, слагая в её честь баяты и напевая их под грустные мелодии саза. Дни и ночи поэт вёл нескончаемый, печальный внутренний монолог, обращенный к навсегда ушедшему предмету своей страсти. Родные и близкие, сколько не старались, не могли успокоить, отговорить, отвлечь его. И, в конце концов, всем стало ясно, что без любимой Яхшы его дни сочтены. Они стали внимательно прислушиваться к его бесконечным плачам-напевам и запоминать каждый баяты-четверостишие. Почувствовав приближение конца, поэт завещал, чтобы его похоронили поблизости от любимой, на склоне холма, где он годами воспевал их взаимную, но несчастную любовь. Его предали земле, как он просил, лицом не к Каабе — к востоку, а, наоборот, к западу, чтобы он и в могиле был обращен лицом к своей Яхшы. Жизнь Сары Ашуга оборвалась в один из солнечных дней 1645 года.

## Творчество
Первые сведения о Сары Ашуге дал известный азербайджанский поэт XIX века Гасаналиага-хан Карадагский. Сары Ашуг оставил богатое, яркое поэтическое наследие. В истории он остался, как певец горечи разлуки и в то же время утвердил своим творчеством ту истину, что любовь бессмертна. Сары Ашуг слагал главным образом баяты, которые являются одной из самых древних поэтических форм азербайджанской устной литературы. Его баяты состоят из четырёх строк, каждая строка — из семи слогов, из них первая, вторая и четвёртая рифмуются между собой, а третья строка остаётся свободной. В первой и второй строках, как правило, идёт подготовка мысли, в третьей она высказывается, а четвёртая подводит заключительный смысловой итог.
Мне, ашугу, не помочь,
Караван уходит прочь.
Ночь длинна, а я один,
Проклинаю эту ночь.
Баяты Сары Ашуга отличаются изобилием стихотворных загадок, довольно запутанных и трудных для разгадывания. Главная особенность стиля Сары Ашуга — умелое использование синонимов, игра словами, то есть джинас. Кроме множества баятов, Абдулла сочинил сказание «Сары Ашуг и Яхшы», в котором содержится немало трогательных историй об их возвышенной и столь печальной любви.
Я – ашуг, мой взгляд угас,
Наступает смертный час.
Мы бы сами не расстались –

Разлучили силой нас.

## Память
В 1927 году археологи обнаружили гробницу Сары Ашуга и доказали, что она восходит к XVII веку.
- В 1989 году был установлен памятник у мавзолея Сары Ашуга. После оккупации Лачинского района вооруженными силами Армении в 1992 году, мавзолей и памятник были разрушены[7].
- В Лачинском историко-краеведческом музее хранились экспонаты, связанные с поэтом. По состоянию на сегодняшний день все экспонаты разграблены, а музей разрушен[7].